# Јован Короман
Јован (Нико) Короман (1932 — 1991) био је инжињер организације рада, управник Шумског газдинства Подграб (Пале), друштвено-политички радник.

## Биографија
Рођен је 1932. у Подграбу (Пале). По занимању је био инжењер организације рада, Радио је у Шумском газдинству „Јахорина”, те у Радној јединици „Шумарство” Подграб, а задњих година у Фабрици панел-паркета.
У „Шумарству” је обављао различите послове — од пословође до управника „Шумарства” Подграб. Нарочито је познат по томе што је радио на пошумљавању деградираних и изданских шума, као и на отварању шумских цјелина камионским путевима.
На падинама Рудог брда, изнад Подграба, Јован је извршио голу сјечу деградиране букове шуме. На том простору дао је да се засади бијели бор. До тада шумарска инспекција није допуштала голу сјечу деградираних шума, тако да је Јованов подухват окарактерисан као храбар, и успјешан, за шта му је вријеме дало позитивну оцјену.
Био је познат и као способан друштвено-политички радник и борац за паљанску локалну заједницу, тако да је у неколико наврата биран за одборника Скупштине општине Пале. Залагао се за развој села и пољопривреде, те учествовао у свим акцијама МЗ Подграб и био добар организатор послова и локалних пројеката.
Умро је 1991. године.